# Спасский сельсовет (Липецкая область)
Спа́сский сельсове́т — сельское поселение в Воловском районе Липецкой области. 
Административный центр — село Казаково.

## История
В соответствии с законом Липецкой области №114-оз «О наделении муниципальных образований в Липецкой области статусом городского округа, муниципального  района, городского и сельского поселения» от 2 июля 2004 года Спасский сельсовет наделён статусом сельского поселения.

## Население
| 2010 | 2012 | 2013 | 2014 | 2015 | 2016 | 2017 |
| ---- | ---- | ---- | ---- | ---- | ---- | ---- |
| 650  | ↘618 | ↘595 | ↘591 | ↘579 | ↘571 | ↘566 |
| 2018 | 2021 |      |      |      |      |      |
| ↘559 | ↘538 |      |      |      |      |      |

## Состав сельского поселения
| № | Населённый пункт | Тип населённого пункта       | Население |
| - | ---------------- | ---------------------------- | --------- |
| 1 | Богданова        | деревня                      | ↘52       |
| 2 | Ефимовка         | деревня                      | ↗167      |
| 3 | Казаково         | село, административный центр | ↗327      |
| 4 | Новоалексеевка   | деревня                      | ↘63       |
| 5 | Спасское         | село                         | ↗113      |